# TU4
A ТU4 szovjet keskeny nyomtávú, B'B' tengelyelrendezésű dízelmozdony-sorozat. 1961–1972 között összesen 3210 db készült a belőle a Kambarkai Gépgyárban.